# Personalzeiterfassung

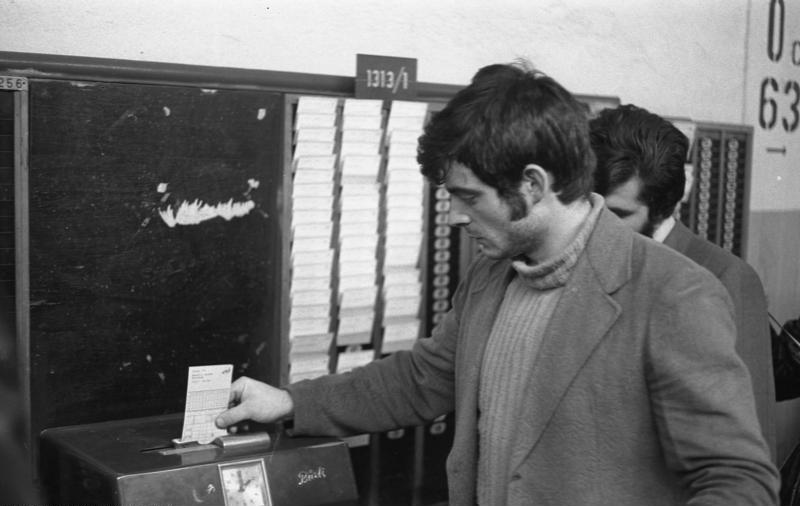
Arbeitnehmer beim Abstempeln der Zeitkarte (1973)

Die Personalzeiterfassung (PZE) ist die Datenerfassung von Arbeitszeiten  des Arbeitnehmers durch Erfassungsgeräte und wird innerhalb der Betriebswirtschaft thematisch dem Personalwesen zugeordnet.
In Deutschland sind nur Systeme zur Aufzeichnung der Anwesenheit üblich. Die entsprechenden gesetzlichen Bestimmungen sind zum Dienstvertrag im Bürgerlichen Gesetzbuch festgelegt. Weitergehende Vereinbarungen im Arbeitsvertrag sind möglich. Eine weitergehende rechnerische Arbeitszeitermittlung kombiniert mit einer Prüfung der Produktivität ist nicht ohne ausdrückliche Zustimmung der Arbeitnehmer zulässig. Nach EuGH-Urteil vom 14. Mai 2019 müssen alle Mitgliedstaaten der EU die Arbeitgeber verpflichten, die Arbeitszeit ihrer Mitarbeiter genau, objektiv und verlässlich zu erfassen. Bei der Ausgestaltung der Arbeitszeiterfassung haben die nationalen Gesetzgeber laut EuGH dabei einen weiten Entscheidungsspielraum. Einzelheiten hierzu wird die Bundesregierung im nächsten Schritt prüfen.

## Entwicklung
Vor Einführung zunächst elektromechanischer und dann elektronischer Geräte wurden für die PZE mechanische Stechuhren und Arbeitskarten verwendet. Heute sind fast ausschließlich elektronische Zeiterfassungsgeräte im Einsatz. Bekannt sind derzeit:
- Terminals mit verschiedenen Leseverfahren für die persönliche Identifikation
- mobile Zeiterfassungssysteme (persönliche Datensender)
- mobile Zeiterfassungsspeicher (persönliche Lesestifte),
- mobile Datensender /-empfänger mit kombinierter Standortermittlung (Handy, GPS-Fahrtenbuch),
- Internet-Webseiten zur direkten Buchung und/oder Erfassung von Korrekturen (Workflow)
- Intranet-Software (meist Client-Server-Architektur).

Ergänzungen sind in bunter Vielfalt bekannt, beispielsweise zur Abwesenheitsverwaltung (Urlaubsbeantragung etc.) oder zur Überstundengenehmigung über hierarchische Strukturen.
Mittlerweile werden Arbeitszeiten auch mit spezieller Zeiterfassungssoftware erfasst. Von zunehmender Bedeutung sind dabei mobile Zeiterfassungssysteme, die es ermöglichen, Arbeitszeiten über Laptops, Tablet-PCs und Mobiltelefone zu erfassen. In Kombination mit Handyortung wird die betriebliche Datenerfassung auch für Arbeitsplätze außerhalb des Unternehmens möglich.
Zur Identifikation der einzelnen Person gibt es abhängig vom Erfassungsmedium unterschiedliche Optionen mittels Kunststoffkarten mit optischen Codes, magnetischen Codes, RFID-Chips (Transponder). Die Übertragung mit optischen oder magnetischen Codes wird kaum noch angewendet, gebräuchlicher sind berührungslos lesbare Ausweismedien mit RFID-Chips.
Weitere Verfahren sind
- PIN-Eingabe an einem Erfassungsterminal
- Erfassung über einen Telefonapparat (Die Authentifizierung kann z. B. über die Telefonnummer oder über das Eingeben einer Authentifizierungsnummer erfolgen)
- Schlüsselanhänger (Berührungslose Leser, siehe Kunststoffkarte mit RFID-Chip...)
- biometrische Erfassung (Fingerabdruck)
- Identifikation mittels Iris-Scan oder Gesichtserkennung. (Nur sinnvoll bei gleichzeitigem Einsatz der Erfassungsstation als Zugangskontroll-Terminal)
- Kennworteingabe (Anmeldung am PC...)
- Kombination der Anmeldeverfahren z. B. Schlüsselanhänger mit anschließender Kennworteingabe, sinnvoll in gesicherten Bereichen in Kombination mit Zugangskontroll-Systemen

Wesentlich Bestandteile eines softwarebasierten Zeiterfassungssystems sind die Benutzeroberfläche und die Datenbank. Aufgrund der Verzahnung der Zeiterfassung mit allen Betriebsbereichen ist die Investitionssicherheit ein wichtiger Aspekt. Diese kann durch systemunabhängige, beispielsweise webbasierte Lösungen für die Benutzeroberfläche, quelloffene Software sowie standardisierte Datenbanken (SQL) vergrößert werden.
Der autorisierte Benutzer muss die Möglichkeit haben, die ihn betreffenden erfassten und registrierten Daten (z. B. Personalverwaltung, Buchungsübersicht, Urlaubsverwaltung) jederzeit auslesen, einsehen und kommentieren zu können. Ein Löschen bereits erfasster Daten beschädigt die Authentizität der Erfassung.
Vorgesetzten und Mitarbeitern kann und sollte die selbständige Einsichtnahme in Erfassungsdaten ermöglicht werden. Verschiedene Möglichkeiten werden hierzu angeboten, so die Abfrage der Zeitsaldi sowie der Urlaubsguthaben am eigenen PC, an einem spezifischen Abfrageterminal wie z. B. einem Touchscreen-PC, am Erfassungsterminal selbst oder die Form der regelmäßigen automatischen Abgabe von Auswertungen wie Monatsberichte, sog. „imaginäre Stempelkarten“, Buchungsberichte, Änderungsprotokolle der Originalbuchungen.

## Funktionsweise
Durch Kommen- und Gehenmeldungen an den Buchungsterminals wird die Arbeitszeit (Anwesenheit) erfasst. Die neueren Systeme sind zusätzlich variabel mit Skalierungen für weitere Arten der An- bzw. Abwesenheit bedienbar. Dadurch können in solchen Systemen Abwesenheitsplanung, Dienstplanung oder das Antragswesen für Abwesenheiten meist integriert werden. Bei Bedarf können über die Personalzeiterfassung auch Zugangskontrollen durchgeführt werden. Zweckmäßig ist ein auf das System aufbauendes Managementsystem, welches von den vorhandenen Daten bedient wird, z. B. Schichtplanung, Projektzeiterfassung, Ergebnis-Leistungs-Rechnung (ELR).
Mehr Transparenz (auch in reinen Dienstleistungsbetrieben) bietet die meist als Zusatzmodul integrierbare Auftragszeiterfassung (BDE). Im Gegensatz zur Personalzeiterfassung werden hier nicht nur die An- und Abwesenheiten, sondern auch die Tätigkeiten erfasst und ausgewiesen. Somit sind auch anschließende Produktivitäts-Analysen und Vergleiche zwischen Mitarbeitern oder Mitarbeitergruppen wie auch Kostenstellen durchführbar.

### Speicherung
Der (für die Arbeitgeber) einfacheren Rechnung wegen, werden Arbeitszeiten häufig als sogenannte Industrieminuten dezimal gespeichert, doch auch Systeme konventioneller Zeitmessung sind verfügbar. Gemeinhin können sie Auswertungen zusätzlich in „Industrieminuten“ ausgeben. Unterschieden werden sollten die Schicht- oder Festarbeitszeitmodelle von der variablen oder Gleitzeiterfassung. In jedem Fall muss darauf geachtet werden, dass die Vorschriften des geltenden Kollektivvertrags bzw. der geltenden Betriebsvereinbarung eingehalten werden. Abhängig vom Arbeitgeber sind Bundes-, Landes-, Kommunal- und Tarifregelungen (Gesetze) zu beachten.

## Ähnliche Erfassungsmethoden
Mit der PZE verwandt sind die Betriebsdatenerfassung (BDE) und die Maschinendatenerfassung (MDE). Für die Lohn- und Gehaltsabrechnung liefern Zeiterfassungssysteme die Berechnungsgrundlage, indem Mehrarbeitzuschläge, Zulagen für Wochenend- und Feiertagsarbeit, Nachtzuschläge und Schichtzulagen automatisch durch hinterlegte Formeln errechnet werden. Um unterschiedliche Tarifverträge und Arbeitszeitmodelle abbilden zu können, können die entsprechenden Regeln im System hinterlegt werden.
Idealerweise werden die so ermittelten Lohnarten über eine digitale Schnittstelle in ein Lohnverrechnungsprogramm übergeben. Das Fehlerrisiko kann so minimiert und der Arbeitsablauf der Personalverrechnung optimiert werden.

## Personalzeiterfassung im Arbeitsrecht
In deutschen Betrieben, in denen ein Betriebsrat existiert, besteht aufgrund des Betriebsverfassungsgesetzes ein Mitbestimmungsrecht des Betriebsrats gemäß § 87 Abs. 1 Satz 6 bei der Einführung einer Personalzeiterfassung. In diesem Gesetz ist die „Einführung und Anwendung von technischen Einrichtungen, die dazu bestimmt sind, das Verhalten oder die Leistung der Arbeitnehmer zu überwachen“ als mitbestimmungspflichtig geregelt. Ob der Betriebsrat hingegen die Einführung einer elektronischen Arbeitszeiterfassung gegenüber dem Arbeitgeber vor dem Hintergrund der Rechtsprechung des Europäischen Gerichtshofs initiativ verlangen kann, wird in der Rechtswissenschaft unterschiedlich beurteilt. Vergleichbares gilt im öffentlichen Dienst für die Beteiligungsrechte des Personalrates. Hieraus ergibt sich auch der Umkehrschluss, der Betriebsrat darf zum Schutz der Mitarbeiter die Dokumentation der „Arbeitszeiten“ fordern.
Nach einem Urteil des Bundesarbeitsgerichts können Arbeitnehmer, die absichtlich an einer Stempeluhr falsch stempeln, ohne eine Abmahnung wegen Urkundenfälschung fristlos gekündigt werden. Diese Rechtsprechung wird abgeleitet aus dem vorsätzlichen Betrug, (§ 263 StGB) und dem daraus resultierenden Vertrauensbruch des Arbeitnehmers.
In Österreich entschied der Oberste Gerichtshof, dass die Arbeitszeiterfassung mittels biometrischer Fingerscans nur in Unternehmen eingeführt werden kann, in denen eine entsprechende Betriebsvereinbarung vorhanden ist.

## Zeiterfassung und Datenschutz
Beim Einsatz von Zeiterfassungssystemen sind datenschutzrechtliche Aspekte zu beachten, die sich aus der Datenschutz-Grundverordnung, den allgemeinen Schutzzielen der Informationssicherheit und dem Urteil C‑55/18 des EuGH ergeben.

## Tätigkeitsbezogene und projektspezifische Zeiterfassung
In vielen Unternehmen wird mittlerweile nicht mehr nur eine reine Erfassung der Anwesenheitszeiten getätigt. Oft kommt auch eine projektspezifische bzw. tätigkeitsbezogene Zeiterfassung zum Einsatz. Während diese in kleinen Unternehmen meistens mit Formularen handschriftlich erfasst oder in Excellisten eingetragen wird, nutzen mittelständische und große Unternehmen oft spezielle Software-Lösungen. Bei der Projektzeiterfassung beispielsweise werden die Arbeitszeiten erfasst und zugleich Projekten zugeordnet. Dies ist besonders für das Projektcontrolling und die Projektabrechnung wichtig, da so Auswertungen über die erfolgten Projektzeiten möglich werden. Je nachdem, welche Daten erfasst werden, ist es auch möglich, Tätigkeitsanalysen der Mitarbeiter durchzuführen und die Wirtschaftlichkeit der Projekte zu berechnen. Letzteres ist vor allem dann sinnvoll, wenn für das Projekt eine feste Stundenanzahl pauschal festgelegt wird. Oft werden die geleisteten Stunden den Kunden in Rechnung gestellt. Eine softwaregestützte Projektzeiterfassung ermöglicht dem Unternehmen eine einfache Abrechnung der Projektstunden und bietet dem Kunden eine hohe Transparenz über alle geleisteten Tätigkeiten.

## Vorteile Mitarbeiter
- Effiziente Selbstkontrolle der Lohnabrechnung
- Transparenz über eigenen Fehlzeiten, Zeitsalden
- Erleichtert die Planung (Kompensation Fehlzeiten, Urlaubsplanung)

## Nachteile Mitarbeiter
- Mögliche Datenschutzverstöße und Missbrauch der erfassten Daten durch den Arbeitgeber

## Vorteile Unternehmen
- effizientere Lohn- und Gehaltsabrechnung
- Optimierung einzelner Arbeitsprozesse
- Automatisierte Verfahren der Abrechnung
- minutengenaue Arbeitszeitabrechnung
- mehr Übersicht, Transparenz und Sicherheit
- effiziente Archivierung der Buchungen und schnelle Nachvollziehbarkeit von Vergangenheitsdaten
- Effektiverer Einsatz der Mitarbeiter
- Wirtschaftlichkeit und Arbeitserleichterung
- Einteilung der Mitarbeiter nach freien Kapazitäten (Personal-Einsatzplanung)

## Nachteile Unternehmen
- Datenschutzverstöße bei Verwendung nicht datenschutzkonformer Anwendungen
- Sagt nichts über die Produktivität des Mitarbeiters aus. Zeitorientierung (Zeit am Arbeitsplatz absitzen) vs. Aufgabenorientierung (Ziele erreichen innerhalb max. 8–10 pro Tag)[8]
- Sofern die Zeiten projektbezogen und mit Tätigkeitsbeschreibung erfasst werden, ist eine genauere Auswertung möglich.(BDE/AZE)
- Elektronisch erfasste Buchungen können durch die Mitarbeiter manipuliert werden. (Austausch der Codes oder Karten mit anderen Mitarbeitern), sofern die Daten nicht biometrisch erfasst werden.